# Resolució 1449 del Consell de Seguretat de les Nacions Unides
La Resolució 1449 del Consell de Seguretat de les Nacions Unides fou adoptada per unanimitat el 13 de desembre de 2002.
Després de recordar les resolucions 955 (1994), 1165 (1998), 1329 (2000), 1411 (2002) i 1431 (2002), el Consell va enviar una llista de candidats per a jutges permanents en el Tribunal Penal Internacional per a Ruanda (TIRC) a l'Assemblea General de les Nacions Unides per a la seva consideració.
La llista dels candidats rebuts pel secretari general Kofi Annan va ser la següent:
- Mansoor Ahmad (Pakistan)
- Teimuraz Bakradze (Geòrgia)
- Kocou Arsène Capo-Chichi (Benín)
- Frederick Mwela Chomba (Zàmbia)
- Pavel Dolene (Eslovènia)
- Serguei Aleckseievich Egorov (Rússia)
- Robert Fremr (República Txeca)
- Asoka de Zoysa Gunawardana (Sri Lanka)
- Mehmet Güney (Turquia)
- Michel Mahouve (Camerun)
- Winston Churchill Matanzima Maqutu (Lesotho)
- Erik Møse (Noruega)
- Arlette Ramaroson (Madagascar)
- Jai Ram Reddy (Fiji)
- William Hussoin Sekule (Tanzània)
- Emile Francis Short (Ghana)
- Francis M. Ssekandi (Uganda)
- Cheick Traoré (Mali)
- Xenofon Ulianovschi (Moldova)
- Andrésia Vaz (Senegal)
- Inés Mónica Weinberg de Roca (Argentina)
- Mohammed Ibrahim Werfalli (Líbia)
- Lloyd George Williams (Saint Kitts i Nevis)